# Сакурай Ацуші
Атсуші Сакураї (яп. 櫻井 敦司, Атсуші Сакураї, нар. 7 березня 1966, Фуджіока, Ґумма, Японія) — 19 жовтня 2023) — японський музикант і співак, також автор пісень. Він був вокалістом рок-групи Buck-Tick з 1985 року, раніше бувши їх барабанщиком з 1983-му. Він був також членом Schwein з Хісасі Імаі (Buck-Tick), Саша Конецького (KMFDM) та Раймонд Вт (PIG). 

## Біографія

### Buck-Tick
Спочатку Атсуші був барабанщиком у «Buck-Tick». Коли члени гурту закінчили середню школу і переїхали в Токіо, Атсуші був єдиний, хто залишився в Гумма. Потім він запитав Толла Яґамі, чи може він бути співаком для його групи «SP», але пропозиція була відхилена. За іронією долі, він в кінцевому підсумку став вокалістом «Buck-Tick», коли групу покинув Аракі, а Толл став їх барабанщиком.
Його прізвище було написане з перших кандзі як «Сакура» (яп. 桜), але після смерті матері в 1990 році він змінив його на стару версію (яп. 樱). Він також написав пісню «Long Distance Call» про смерть матері. 
Він одружився зі стилісткою «Buck-Tick» в 1991 році, але розлучилися через рік. У них є одна дитина. Його сином є Харука Тоно (нар. 22.08.1991) – японський письменник, лауреат премії Акутагави. Він знову одружився у 2004 році. 
Протягом довгої кар'єри «Buck-Tick» він написав лірику більшої частини їх пісень. Він також виступав з Der Zibet Shishunki II і Kaikoteki Mirai — Ностальгічне майбутнє.

### Соло
У 2004 році Ацуші випустив свій перший сольний альбом Planet of Love (яп. 愛 の 惑星, Ai no Wakusei), який показав музикантам, такими як Уейн Хассі з (The Sisters of Mercy), J. G. Thirlwell (Foetus), «Cube Juice», «My Way My Love», Raymond Watts, «Cloudchair» (Джейк Оф Guniw Tools), Масамі Цутія, а також альбом містив рімейк пісні 1992-го, де він співпрацював з Clan of Xymox. 
У 2004 році відбувся його акторський дебют, в головній ролі «Ryuhei Kitamura» в короткометражному фільмі Лонгін. 
У 2004 році він випустив книгу своєї поезії та лірики під назвою Yasou (яп. 夜想, "Ноктюрн"). 
В 2015 він оголосив про створення свого другого сольного проєкту, групи The Mortal. До складу групи увійшли гітарист Jake Cloudchair, гітарист Юкіо Мурата (My Way My Love), басист Кен Мійо (M-Age) та барабанщик Такахіто Акіяма (Downy). 14 жовтня вийшов мініальбом «Spirit», у листопаді відбувся триденний тур. 11 листопада 2015 року вийшов повноформатний альбом «I'm Mortal». 

### Смерть
19 жовтня 2023 року під час концерту Ацуші Сакураї був доставлений до лікарні через погане самопочуття. О 23:09, як зазначається на офіційному сайті групи, того дня він помер від крововиливу у мозок у віці 57 років. Усі статті з інформацією про його смерть з'явилися лише в день публікації оголошення про його смерть на сайті групи BUCK-TICK, а саме 24 жовтня. Смерть сталася невдовзі після того, як Сакураї скасував перший день фан-клубного заходу «BUCK-TICK FISH TANKer's ONLY 2023», запланованого у KT Zepp Yokohama в Канагаві, через проблеми зі здоров'ям. Цю інформацію підтвердили у кількох джерелах, включаючи офіційний сайт групи BUCK-TICK.

## Дискографія

#### Сингли
- «Sacrifice» (May 26, 2004), Oricon Singles Chart Peak Position: #25[9]
- "Taiji/Smell" (яп. 胎児/SMELL, "Embryo/Smell") July 21, 2004 #22[9]
- "Wakusei -Rebirth-" (яп. 惑星-Rebirth-, "Planet -Rebirth-") February 23, 2005 #62[9]

#### Альбоми
Ai no Wakusei (яп. 愛の惑星, "Planet of Love") June 23, 2004, Oricon Albums Chart Peak Position: #15

#### DVD
- Лонгін (25 серпня 2004 року, короткометражний фільм), Oricon DVDs Chart Peak Position: #16[9]
- -Explosion- Ai no Wakusei Live 2004 (яп. -EXPLOSION -愛の惑星Live2004, December 16, 2004) #47[9]

#### Разом з The Mortal
- Spirit (October 14, 2015) #11[11]
- I am Mortal (November 11, 2015) #12[11]

#### Разом з Buck-Tick
- Buck-Tick

## Фільми
- Лонгін(Спис Долі) (2004)

## Книги
- Yasou (яп. 夜想, "Nocturne") Липень 14, 2004
- Sacrifice (липень 20, 2004)